# Plectroctena cryptica
Plectroctena cryptica är en myrart som beskrevs av Bolton 1974. Plectroctena cryptica ingår i släktet Plectroctena och familjen myror. Inga underarter finns listade i Catalogue of Life.

## Bildgalleri

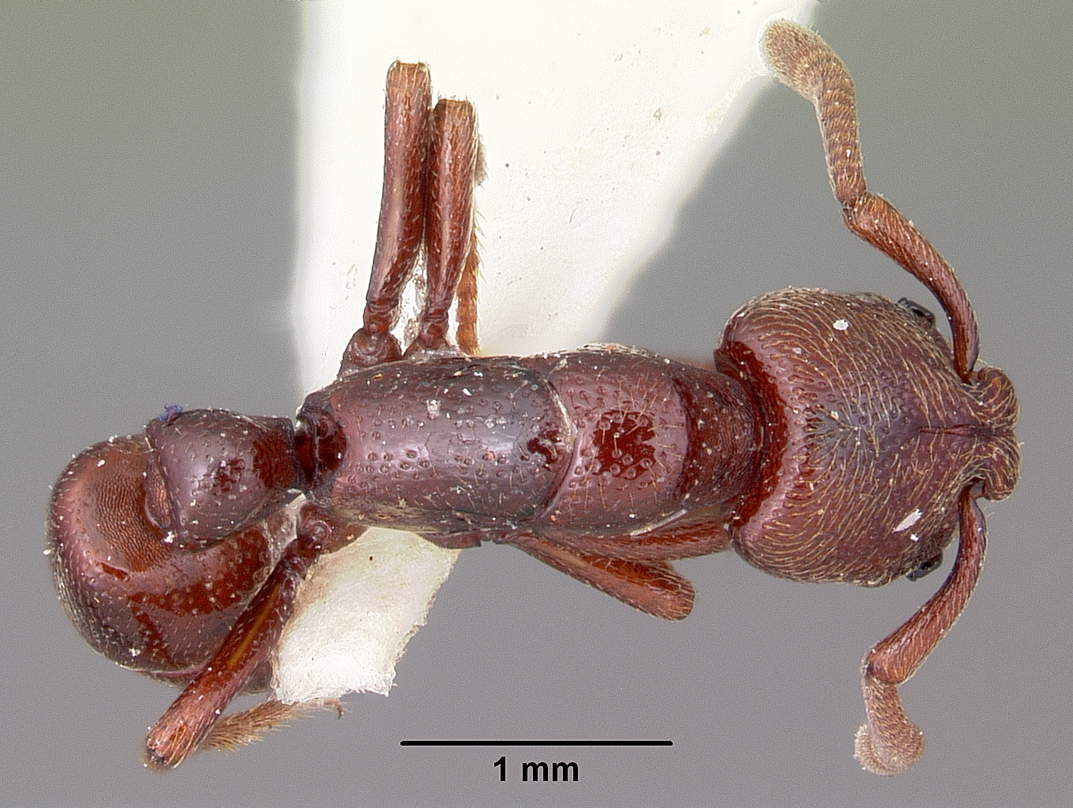
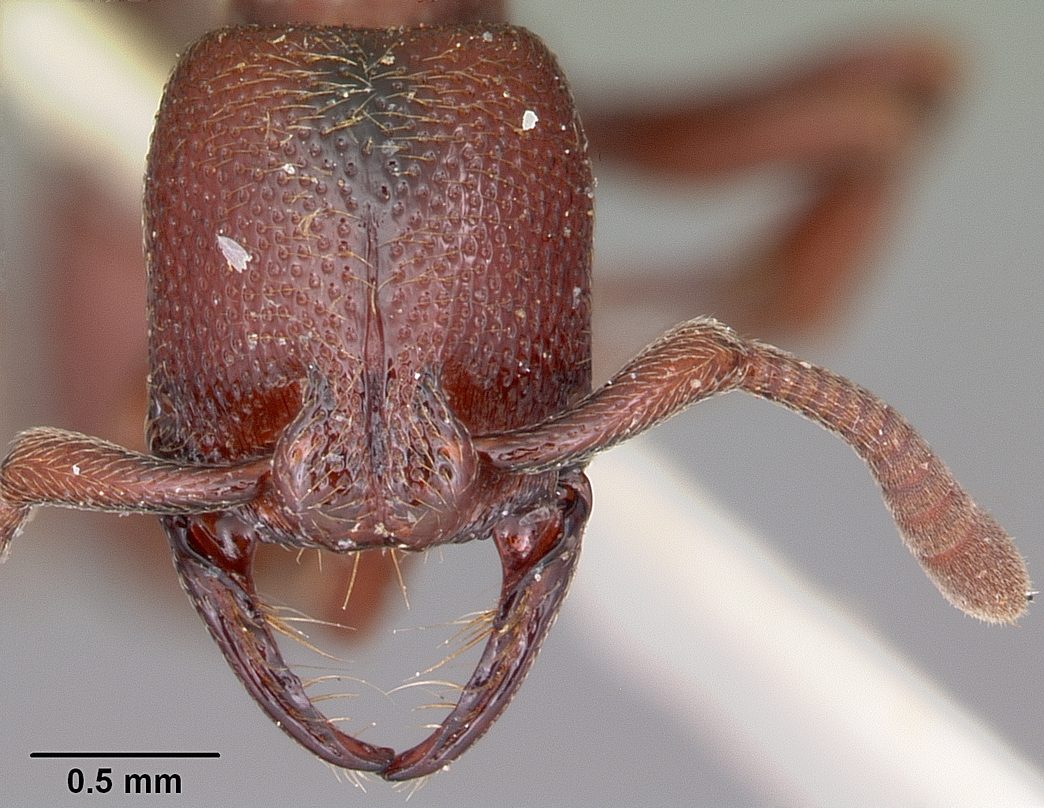
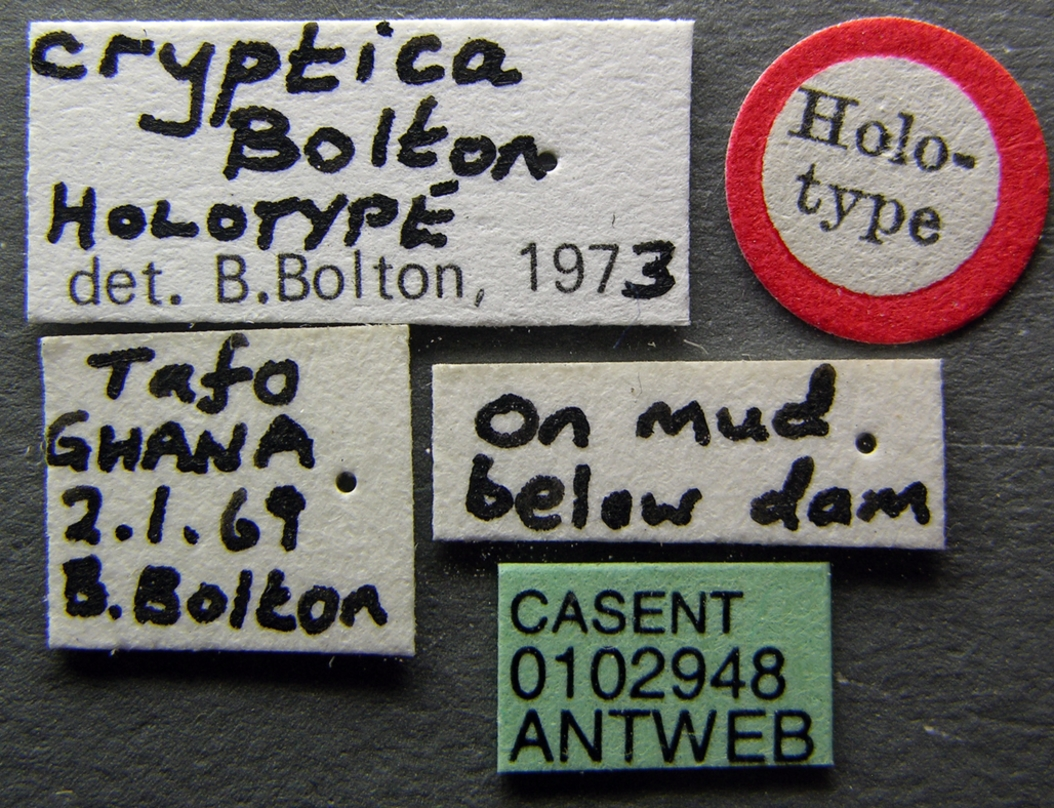
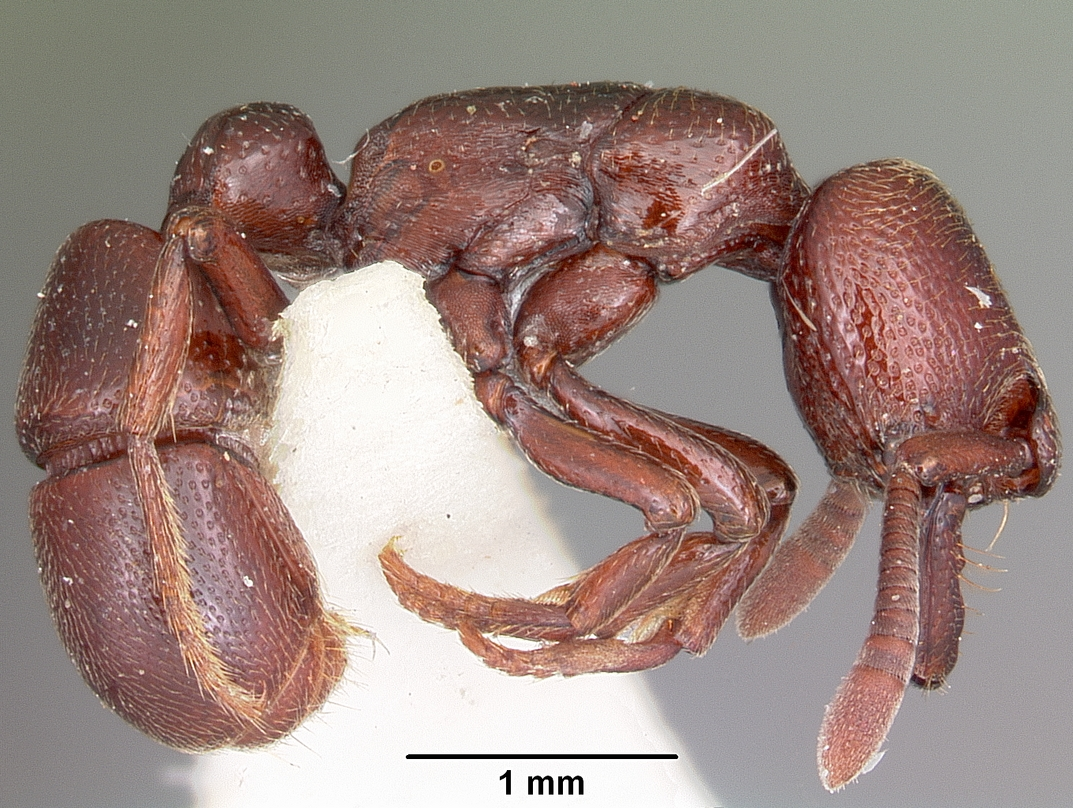